# Tim van der Veer
Tim van der Veer (Heerlen, 23 februari 1969) is een Nederlandse romanschrijver. 
Tim van der Veer debuteerde in juni 2012 met het non-fictie boek Runner's high, waarin hij onderzoek doet naar de vraag waarom wij hardlopen. In juni 2016 verscheen zijn roman De wetenschap van Tara. In juli 2022 publiceerde hij de autobiografische roman Buiten bereik. Alle drie de boeken kwamen uit bij uitgeverij De Arbeiderspers.
Van der Veer studeerde Algemene Letteren aan de Universiteit Utrecht. In 1996 richtte hij samen met Ingmar Heytze en Vincent Kramer het Poëziecircus op, een literair productiehuis in Utrecht. Van 2007 tot 2015  schreef Tim van der Veer columns voor hardloopmagazine Runner's World. Daarnaast heeft hij gepubliceerd in onder andere het tijdschrift Mystical Miles en in Like the Wind.
Tim van der Veer woont en werkt in Utrecht.